# Eckart Bücken
Eckart Bücken (* 1943 in Berlin) ist ein evangelischer Diakon, Autor und Herausgeber.

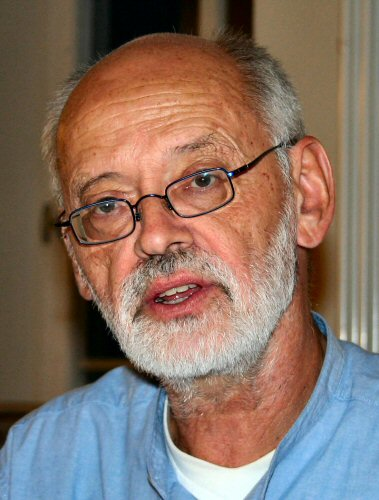
Eckart Bücken 2008

## Leben und Werk
Eckart Bücken machte eine Ausbildung zum Gemeindehelfer. Nachdem er schon einige Zeit hauptamtlich in der kirchlichen Jugendarbeit und in der Campingseelsorge tätig gewesen war, studierte er Sozialkunde. Danach war er Referent für kulturelle Bildung an der Akademie Remscheid sowie im kirchlichen Amt für Jugendarbeit in Düsseldorf. 1996 ging er (mit Frau und zwei Töchtern) nach Faßberg in der Lüneburger Heide. Er arbeitete als Diakon und Chorleiter. Seit 2007 ist er im Ruhestand und weiterhin als freischaffender Autor tätig. Bücken ist Textautor vieler neuer geistlicher Lieder und Mitautor einer Beatmesse. Darüber hinaus ist er Autor und Herausgeber von Sach- und Fachbüchern, Anthologien, verschiedener Publikationen und Schallplatten. Er war langjähriger Vorsitzender der Arbeitsgemeinschaft Musik in der Evangelischen Jugend e. V. und ist Mitglied der Textautoren- und Komponistengruppe TAKT.

## Werke (Auswahl)
- Weil Gott die Welt geschaffen hat (1988, Musik: Christian Hählke (Evangelisch Gesangbuch, Regionalteil Hessen-Nassau, Nr. 642)[1])
- Gott gab uns Atem, damit wir leben (1982; Musik: Fritz Baltruweit EG 432)
- Er ist das Brot, er ist der Wein (1981; Musik: Joachim Schwarz EG 228)
- Geht in die Nacht und sucht einen Stern (1978; Musik: Nis-Edwin List-Petersen) Strube, tvd
- Liebe ist nicht nur ein Wort (Musik: Gerd Geerken) Bosse
- Kreuz auf das ich schaue (1982, Musik: Lothar Graap, in: Gotteslob, Nr. 270, EG.E 22 und Gesangbuch der Evangelisch-methodistischen Kirche 2002, Nr. 213)
- Wort, das die Seele speist (Musik: Reinhard Horn), Kontakte Musikverlag Lippstadt, in: Wo wir dich loben, wachsen neue Lieder – plus, Strubeverlag München 2019, 3. Auflage

## Publikationen (Auswahl)
- Fans, Fairplay & Fußballfieber. KONTAKTE-Musikverlag, 2006
- Feste für das Kinderjahr. Burckhardthaus-Laetare, 2001
- Alle Ampeln auf Grün. Burckhardthaus-Laetare, 2000
- Wagen und gewinnen. Burckhardthaus-Laetare, 1999
- Spielideen für Partys. Falken, 1996
- Zuhören können. Burckhardthaus-Laetare, 1996
- Ein schöner Tag. Burckhardthaus-Laetare, 1996
- Hören, was der Tag erzählt. Burckhardthaus-Laetare, 1995
- Spiele für Hochzeitsfeiern. Falken, 1994
- Mensch verdufte mich, lüfte dich, zusammen riecht man uns, Jahre voraus. Trialog, 1993
- Sommerspiel. Burckhardthaus-Laetare, 1992
- Feste feiern. Burckhardthaus-Laetare, 1991
- Bei uns spielt die Musik. Burckhardthaus-Laetare, 1991
- Am Anfang war. Strube, [1986]
- Meditation zum Frieden. Der Kleine Verlag, 1985
- Friedenszeichen Düsseldorf. Der Kleine Verlag, c 1985